# Germain-Éloi Legrand
Pour les articles homonymes, voir Legrand.
Germain-Éloi Legrand est un architecte français, né à Paris le 7 janvier 1693, et mort en avril 1751,.

## Biographie
Germain-Eloi Legrand est le fils d'Éloi Legrand, sculpteur des bâtiments du roi, et de Geneviève Costard, baptisé le 7 janvier 1693.
En 1722, il remplace Antoine Desgodets comme architecte de Mme Lombard d'Ermenonville, rue du Bourg-l'Abbé.
Germain-Eloi Legrand. est architecte du Roi, premier architecte du duc d'Orléans et intendant de ses Bâtiments. La plupart de ses clients sont des proches du duc d'Orléans.
Il construit une maison pour l'abbé Larcher, rue du Gros-Chenet. Il donne les plans pour le remaniement d'une maison, rue des Tournelles, en 1734, pour le comte d'Argenson, réalisée par le maître maçon Jean Aumont. Il donne un projet pour des maisons à l'Orme-Saint-Gervais, en 1733.
Germain-Éloi Legrand a construit, en 1737, l'immeuble sur la rue de la Montagne-Sainte-Geneviève, no 33, du collège des Trente-Trois.
Il est désigné comme architecte de la 2e classe de l'Académie royale d'architecture le 25 octobre 1728. Le 29 août 1746, les membres de l'Académie d'architecture le proposent au roi comme architecte de la 1re classe de l'académie et le reçoivent le 5 septembre 1746. Le brevet est signé le 1er février 1747
Jacques-François Blondel lui reproche d'avoir trop recours au prestige des ornements dans ses constructions : « Dans ce temps de ténèbres et de vision, les Le Roux, les Le Grand, les Tannevot ne sachant guère que faire des plans, eurent recours au prestige des embellissements, et s'adressèrent aux Pinault, aux Meissonnier, aux Lajoux, qui, dans la suite, eurent des imitateurs dans les Mondon, les Cuvillier ; et ceux-ci achevèrent d'introduire le mauvais goût dans les ornemens, conséquemment dans l'architecture ».

## Famille
Germain-Éloi Legrand a été marié à Geneviève Destas. De cette union est né Pierre-Germain Legrand (1725-1785), qui a succédé à son père comme architecte du duc d'Orléans de 1752 à 1785. Pierre Contant d'Ivry est le premier architecte du duc d'Orléans. Pierre-Germain Legrand intervient en 1760 dans le parc du château de Saint-Cloud pour Louis-Philippe d'Orléans. Il réaménage le bosquet de la Félicité, avec pavillon, la cascade et le labyrinthe. En 1785, architecte en chef du duc d'Orléans, il touche 2 000 livres de gages.